# Daniel Rezende
Daniel Rezende (São Paulo, 5 de maio de 1975) é um cineasta, montador e diretor brasileiro. Ele ganhou destaque em 2002 quando montou o aclamado filme Cidade de Deus, pelo qual ele foi indicado ao Óscar de melhor edição e venceu o BAFTA de melhor edição. Desde então, consagrou-se como um dos mais prestigiados cineastas do cinema brasileiro, sendo vencedor de cinco prêmios Grande Otelo, quatro Prêmios ABC de Cinematografia, um Prêmio APCA e três Prêmios Guarani.
Após a grande repercussão internacional de Cidade de Deus, Rezende passou a ser requisitado para trabalhos de edição de filmes fora do Brasil, inclusive em Hollywood. Em 2005 montou Diários de Motocicleta, a convite de Walter Salles, filme o qual foi coproduzido entre vários países. No mesmo ano montou o filme norte-americano Dark Water, repetindo parceria com Walter Salles. No cinema brasileiro, montou grandes sucessos de público e crítica, como O Ano em Que Meus Pais Saíram de Férias (2006) e Tropa de Elite (2007).
Em 2017, Rezende estreou na direção de longas-metragens com o filme Bingo: O Rei das Manhãs. Em 2019 lançou o filme Turma da Mônica - Laços, atuando na direção. Trata-se de uma adaptação para o cinema do graphic novel Turma da Mônica: Laços, escrita por Vitor e Lu Cafaggi, que por sua vez contêm uma adaptação dos personagens das história em quadrinhos da Turma da Mônica. O filme conta com roteiro de Thiago Dottori e Luiz Bolognesi. Em 2021 lançou a sequência do filme, Turma da Mônica: Lições e em 2022 dirigiu a série live-action da Turma da Mônica, no Globoplay. Antes de trabalhar em longas-metragens, consagrou-se como editor dirigindo filmes publicitários e videoclipes.

## Biografia
Daniel Rezende nasceu e foi criado em Guarulhos, São Paulo. Desde criança ele era apaixonado pela televisão e cinema. Por orientação de seus pais, ele se formou em Publicidade e Propaganda, ao invés de Cinema. Ele se mudou de Guarulhos para estudar na  Escola Superior de Propaganda e Marketing (ESPM). Durante o curso, ele se aproximou do mundo do cinema frequentando o laboratório de edição de vídeo de sua faculdade. Ele então estagiou na televisão experimental da ESPM e em seguida procurou outros estágios de produção. Na procura por novas oportunidades, encontrou a produtora do cineasta Fernando Meirelles, o qual estava buscando novos talentos. No início, ele trabalhava com propagandas publicitárias, até ser convidado a montar o filme Cidade de Deus.

## Carreira em Hollywood
Mais tarde, considerado por vários críticos do mundo todo como um dos melhores montadores/editores da atualidade, Daniel Rezende foi convidado para editar filmes de diretores americanos grandes, como por exemplo, Terrence Malick. Rezende trabalhou com esse super diretor experimental em seu filme mais conhecido: A Árvore da Vida. Depois dessa experiência, Daniel Rezende decidiu voltar a trabalhar com filmes nacionais.
O grande editor também já recebeu uma indicação ao Oscar em 2003 pela obra Cidade de Deus dirigido por Fernando Meirelles, que com certeza ajudou Daniel a ganhar mais visibilidade para todo o mundo.

## José Padilha
Logo no começo de sua carreira, Daniel Rezende já havia se destacado pelo grande sucesso brasileiro Cidade de Deus (2002). Com uma ótima qualidade técnica e uma boa história, o filme recebeu um destaque internacional. Pensando nisso, José Padilha o chamou para ser o montador/editor de mais um filme de grande relevância em território nacional, o Tropa de Elite (2005). Daí para frente se estabeleceu uma parceria muito enriquecedora para todos os lados, principalmente para o Brasil.
É comum ver diretores “adotando” montadores/editores para sempre trabalharem juntos e manter seus estilos, e com Padilha e Rezende isso também aconteceu. Essa grande parceria começou em Tropa de Elite quando Padilha o chamou para fazer parte de sua equipe, onde Daniel Rezende ficou responsável pela montagem e edição do longa. Desde então, os dois sempre trabalharam juntos nos projetos nacionais até que José Padilha foi chamado para dirigir Robocop e levou Daniel para fazer parte da produção da obra.

## Filmografia

### ComoMontador
| Ano  | Título                                    | Diretor                        | Nota        |
| ---- | ----------------------------------------- | ------------------------------ | ----------- |
| 2002 | Armas e Paz                               | Walter Salles e Daniela Thomas |             |
| 2002 | Cidade de Deus                            | Fernando Meirelles             |             |
| 2003 | Narradores de Javé                        | Eliane Caffé                   |             |
| 2004 | Diarios de Motocicleta                    | Walter Salles                  |             |
| 2005 | Dark Water                                | Walter Salles                  |             |
| 2006 | Filhos do Carnaval                        | Cao Hamburger                  | Série de TV |
| 2006 | O Ano em Que Meus Pais Saíram de Férias   | Cao Hamburger                  |             |
| 2007 | Tropa de Elite                            | José Padilha                   |             |
| 2007 | Cidade dos Homens                         | Paulo Morelli                  |             |
| 2008 | Blindness                                 | Fernando Meirelles             |             |
| 2010 | As Melhores Coisas do Mundo               | Laís Bodanzky                  |             |
| 2010 | Tropa de Elite 2: O Inimigo Agora é Outro | José Padilha                   |             |
| 2011 | The Tree of Life                          | Terrence Malick                |             |
| 2012 | On The Road                               | Walter Salles                  |             |
| 2014 | Robocop                                   | José Padilha                   |             |

### Como Diretor
| Ano  | Título                    |
| ---- | ------------------------- |
| 2008 | Blackout                  |
| 2017 | Bingo: O Rei das Manhãs   |
| 2019 | Turma da Mônica: Laços    |
| 2019 | Ninguém Tá Olhando        |
| 2021 | Turma da Mônica: Lições   |
| 2022 | Turma da Mônica - A Série |
| TBA  | O Filho de Mil Homens     |

## Prêmios e indicações
| Ano  | Associações                                 | Categoria                            | Nomeações                                 | Resultado |
| ---- | ------------------------------------------- | ------------------------------------ | ----------------------------------------- | --------- |
| 2003 | Cine PE - Festival do Audiovisual           | Melhor Montagem                      | Narradores de Javé                        | Venceu    |
| 2003 | Festival Internacional de Cinema de Havana  | Melhor Edição                        | Cidade de Deus                            | Venceu    |
| 2003 | Awards Circuit Community Awards             | Melhor Edição de Filme               | Cidade de Deus                            | Indicado  |
| 2003 | Grande Prêmio do Cinema Brasileiro          | Melhor Montagem                      | Cidade de Deus                            | Venceu    |
| 2003 | Prêmio Guarani de Cinema Brasileiro         | Melhor Montagem                      | Cidade de Deus                            | Venceu    |
| 2004 | Óscar                                       | Melhor Edição                        | Cidade de Deus                            | Indicado  |
| 2004 | BAFTA Awards                                | Melhor Edição                        | Cidade de Deus                            | Venceu    |
| 2004 | Italian Online Movie Awards                 | Melhor Edição                        | Cidade de Deus                            | Indicado  |
| 2005 | Prêmio ABC de Cinematografia                | Melhor Montagem                      | Narradores de Javé                        | Venceu    |
| 2005 | Grande Prêmio do Cinema Brasileiro          | Melhor Montagem                      | Narradores de Javé                        | Indicado  |
| 2005 | Argentinean Film Critics Association Awards | Melhor Edição                        | Diários de Motocicleta                    | Indicado  |
| 2007 | Prêmio ABC de Cinematografia                | Melhor Montagem                      | O Ano em Que Meus Pais Saíram de Férias   | Venceu    |
| 2007 | Prêmio Guarani de Cinema Brasileiro         | Melhor Montagem                      | O Ano em Que Meus Pais Saíram de Férias   | Indicado  |
| 2008 | Grande Prêmio do Cinema Brasileiro          | Melhor Montagem de Ficção            | O Ano em Que Meus Pais Saíram de Férias   | Indicado  |
| 2008 | Grande Prêmio do Cinema Brasileiro          | Melhor Montagem de Ficção            | Tropa de Elite                            | Venceu    |
| 2008 | Prêmio ABC de Cinematografia                | Melhor Montagem                      | Tropa de Elite                            | Indicado  |
| 2008 | Prêmio APCA                                 | Melhor Montagem                      | Tropa de Elite                            | Venceu    |
| 2008 | Prêmio Guarani de Cinema Brasileiro         | Melhor Montagem                      | Tropa de Elite                            | Venceu    |
| 2008 | Prêmio Guarani de Cinema Brasileiro         | Melhor Montagem                      | Cidade dos Homens                         | Indicado  |
| 2008 | Festival do Rio                             | Melhor Curta-metragem                | Blackout                                  | Venceu    |
| 2009 | Cine PE - Festival do Audiovisual           | Melhor Curta-metragem                | Blackout                                  | Venceu    |
| 2009 | Grande Prêmio do Cinema Brasileiro          | Melhor Montagem de Ficção            | Ensaio sobre a Cegueira                   | Indicado  |
| 2009 | Prêmio ABC de Cinematografia                | Melhor Montagem                      | Ensaio sobre a Cegueira                   | Venceu    |
| 2011 | Prêmio ABC de Cinematografia                | Melhor Montagem                      | As Melhores Coisas do Mundo               | Indicado  |
| 2011 | Grande Prêmio do Cinema Brasileiro          | Melhor Montagem de Ficção            | As Melhores Coisas do Mundo               | Indicado  |
| 2011 | Grande Prêmio do Cinema Brasileiro          | Melhor Montagem de Ficção            | Tropa de Elite 2: O Inimigo Agora é Outro | Venceu    |
| 2011 | Festival Internacional de Cinema de Havana  | Melhor Edição                        | Tropa de Elite 2: O Inimigo Agora é Outro | Venceu    |
| 2011 | Prêmio ABC de Cinematografia                | Melhor Montagem                      | Tropa de Elite 2: O Inimigo Agora é Outro | Venceu    |
| 2011 | Prêmio Guarani de Cinema Brasileiro         | Melhor Montagem                      | Tropa de Elite 2: O Inimigo Agora é Outro | Venceu    |
| 2011 | Prêmio Guarani de Cinema Brasileiro         | Melhor Montagem                      | As Melhores Coisas do Mundo               | Indicado  |
| 2011 | Awards Circuit Community Awards             | Melhor Realização em Edição de Filme | The Tree of Life                          | Indicado  |
| 2011 | San Diego Film Critics Society Awards       | Melhor Montagem                      | The Tree of Life                          | Indicado  |
| 2011 | Phoenix Film Critics Society Awards         | Melhor Montagem                      | The Tree of Life                          | Indicado  |
| 2012 | Alliance of Women Film Journalists          | Melhor Montagem de Filme             | The Tree of Life                          | Indicado  |
| 2012 | Gold Derby Awards                           | Melhor Montagem                      | The Tree of Life                          | Indicado  |
| 2012 | Online Film Critics Society Awards          | Melhor Edição                        | The Tree of Life                          | Venceu    |
| 2012 | Online Film & Television Association        | Melhor Montagem de Filme             | The Tree of Life                          | Indicado  |
| 2012 | Italian Online Movie Awards                 | Melhor Edição                        | The Tree of Life                          | Indicado  |
| 2012 | International Online Cinema Awards          | Melhor Edição                        | The Tree of Life                          | Indicado  |
| 2012 | International Cinephile Society Awards      | Melhor Montagem                      | The Tree of Life                          | Venceu    |
| 2012 | Prêmio Guarani de Cinema Brasileiro         | Melhor Montagem                      | Os 3                                      | Indicado  |
| 2018 | Grande Prêmio do Cinema Brasileiro          | Melhor Longa-metragem de Ficção      | Bingo: o Rei das Manhãs                   | Venceu    |
| 2018 | Grande Prêmio do Cinema Brasileiro          | Melhor Diretor                       | Bingo: o Rei das Manhãs                   | Indicado  |
| 2018 | Prêmio Guarani de Cinema Brasileiro         | Melhor Diretor                       | Bingo: o Rei das Manhãs                   | Indicado  |
| 2020 | Grande Prêmio do Cinema Brasileiro          | Melhor Longa-metragem Infantil       | Turma da Mônica: Laços                    | Venceu    |
| 2020 | Grande Prêmio do Cinema Brasileiro          | Melhor Diretor                       | Turma da Mônica: Laços                    | Indicado  |
| 2020 | Emmy Internacional                          | Melhor Comédia                       | Ninguém Tá Olhando                        | Venceu    |
| 2022 | CCXP Awards                                 | Melhor Filme (Brasil)                | Turma da Mônica: Lições                   | Indicado  |
| 2022 | CCXP Awards                                 | Melhor Direção                       | Turma da Mônica: Lições                   | Indicado  |
| 2022 | Grande Prêmio do Cinema Brasileiro          | Melhor Longa-metragem Infantil       | Turma da Mônica: Lições                   | Venceu    |
| 2022 | Grande Prêmio do Cinema Brasileiro          | Melhor Direção                       | Turma da Mônica: Lições                   | Indicado  |